# Maria Torok
Pour les articles homonymes, voir Török.
Dans le nom hongrois Török Mária, le nom de famille précède le prénom, mais cet article utilise l’ordre habituel en français Mária Török, où le prénom précède le nom.
Maria Torok, née Mária Török le 10 novembre 1925 à Budapest et morte le 25 mars 1998 à New York, est une psychanalyste française d'origine hongroise.

## Biographie
Maria Torok quitte la Hongrie dans les bouleversements politiques que traverse ce pays après la Seconde Guerre mondiale, et s'exile en France, en 1947. Elle obtient un diplôme de psychologue à la Sorbonne, et devient membre associé de la Société psychanalytique de Paris en 1950, après une analyse auprès de Bela Grunberger puis de Margaret Clark-Williams. Elle devient psychologue-conseil auprès des écoles maternelles de la direction de l'enseignement de la Seine en 1954, et s'inspire des travaux de Germaine Tortel. 
Elle rencontre à Paris le psychanalyste d'origine hongroise, Nicolas Abraham, qui devient son partenaire de vie et de recherches jusqu'à la mort de celui-ci en 1975. Ils rédigent de nombreux articles, dont un certain nombre sont publiés dans l'ouvrage L'écorce et le noyau (2009), plusieurs livres, notamment Le Verbier de l'Homme aux loups (1976). Ces recherches se situent dans une perspective d'adhésion critique à l'égard de certains travaux de Freud, qu'ils reprennent à nouveau compte. Après la mort de Nicolas Abraham, Maria Torok poursuit ses recherches, dont un certain nombre sont réunies dans l'ouvrage Questions à Freud (1995) qu'elle publie avec son nouveau compagnon Nicholas Rand.
Maria Torok a reçu en 1969 le 7e prix Maurice Bouvet pour son article « Maladie du deuil et fantasme du cadavre exquis ».

## Travaux théoriques
Maria Torok et Nicolas Abraham ont situé leurs travaux dans une perspective ferenczienne, insistant sur la place du traumatisme dans la pratique et la réflexion psychanalytiques. 
Pour chercher du sens au-delà de la signification consciente et réflexive, il est nécessaire d'accepter avec Freud que l’inconscient existe : c’est la seule hypothèse indispensable à la pratique de la psychanalyse, toutes les autres doivent être mises en suspens de manière à avoir une écoute libérée de tout préjugé (y compris ceux répandus dans les écrits psychanalytiques). À partir de cette avancée méthodologique issue du premier Freud, de Ferenczi et de l’étude critique de Husserl, Nicolas Abraham et Maria Torok ont déchiffré la problématique des deuils pathologiques et des influences transgénérationnelles.
« La conception de la psychanalyse de Nicolas Abraham et Maria Torok étend à toute la vie les possibilités de remaniements psychiques, ce qui réduit relativement la place des conflits et des refoulements instinctifs de l’enfance, tout en augmentant celle des catastrophes, individuelles et collectives, qui surviennent à tout âge. ».
Les avancées théorico-cliniques de Maria Torok inspirent en France les recherches de Jean Claude Rouchy, Serge Tisseron, Claude Nachin, Lucien Mélèse, Barbro Sylwan, Saverio Tomasella. Judith Dupont et le groupe de traduction du Le Coq-Héron, favorisent la traduction et la diffusion des travaux de recherche de Nicolas Abraham et de Maria Torok en consacrant des dossiers à ces deux auteurs dans deux numéros de leur revue, en 2000 et 2006.

## Notions principales
- Le processus d'introjection : selon le principe ferenczien, « un individu ne peut aimer que lui-même. Il peut étendre cet amour à d'autres, au moyen d'un processus d'introjection, qui inclut dans le Moi les pulsions dont l'objet est l'occasion et le médiateur. L'introjection représente donc une extension du Moi »[13].
- Le fantasme d’incorporation ou la secrète identification avec un objet d’amour perdu : il s'agit d'« une magie pour récupérer l'objet-plaisir perdu et compenser l'introjection manquée. L'incorporation sert à nier la perte, lorsqu'elle est inavouable. »[14].
- La crypte au sein du moi ou l’enterrement d’un vécu honteux indicible : « Lorsqu'il est impossible de reconnaître son chagrin, le trauma et tous les affects qu'il a provoqués se trouvent mis à l'abri dans un caveau. La crypte résulte d'un secret honteux partagé » avec l'objet d'amour perdu[14].
- La maladie du deuil ou deuil impossible d’un être cher[15].
- Le fantôme transgénérationnel, ou « travail du fantôme dans l'inconscient », désigne les effets des secrets de famille à travers les générations.

### Publications
- Une vie avec la psychanalyse, Paris, Aubier, 2002, 296 p.[16]
- Le Verbier de L'homme aux loups, avec Nicolas Abraham, Paris, Flammarion, 1976, 252 p.
- L’Écorce et le noyau, avec Nicolas Abraham, Paris, Flammarion, 1987, 480 p.
- Questions à Freud, avec Nicholas Rand, Paris, Les Belles-Lettres/Archimbaud, 1995, 284 p.
- « Préface » à l'édition française du livre de Melanie Klein, Essais de psychanalyse (1947), avec Nicolas Abraham, Paris, Payot, 1968/2005, p. 7-18.
- La Pédagogie non-directive de Germaine Tortel, Paris : Séminaire de phénoménologie génétique, 1960 (Notice du SUDOC).